# Мочерка
Мочерка — гірський перевал в Українських Карпатах, у південно-східній частині Покутсько-Буковинських Карпат. Розташований на межі Вижницького і Сторожинецького районів Чернівецької області, неподалік (на північний схід) від села Шепота, на вододілі річок Серету і Малого Серету. Висота перевалу — 970 м.
Перевалом проходить дорога місцевого значення, яка з'єднує села Шепіт і Банилів-Підгірний. Перевал автомобільний, без твердого покриття (ґрунтова дорога), умовно-проїзний. Узимку перевалом майже не користуються.